# Alchemilla multicaulis
Alchemilla multicaulis é uma espécie de rosácea do gênero Alchemilla, pertencente à família Rosaceae.